# Sumur Alas
Sumur Alas is een bestuurslaag in het regentschap Aceh Tenggara van de provincie Atjeh, Indonesië. Sumur Alas telt 252 inwoners (volkstelling 2010).